# اکبوسوگو
اکبوسوگو (به لاتین: Akbosogo) یک منطقهٔ مسکونی در قرقیزستان است که در استان اوش واقع شده‌است.

## خصوصیات
اکبوسوگو ۳٬۱۲۶ متر بالاتر از سطح دریا واقع شده‌است.